# Archiearis laeta
Archiearis laeta là một loài bướm đêm trong họ Geometridae.